# Chiesa di San Bartolomeo Apostolo (Poviglio)
La chiesa di San Bartolomeo Apostolo è la parrocchiale di Enzola, frazione del comune italiano di Poviglio in provincia di Reggio Emilia. Appartiene al vicariato della Pianura nella diocesi di Reggio Emilia-Guastalla. Il primitivo luogo di culto risaliva al XIII secolo e il tempio che ci è pervenuto risale al XIX secolo.

## Storia

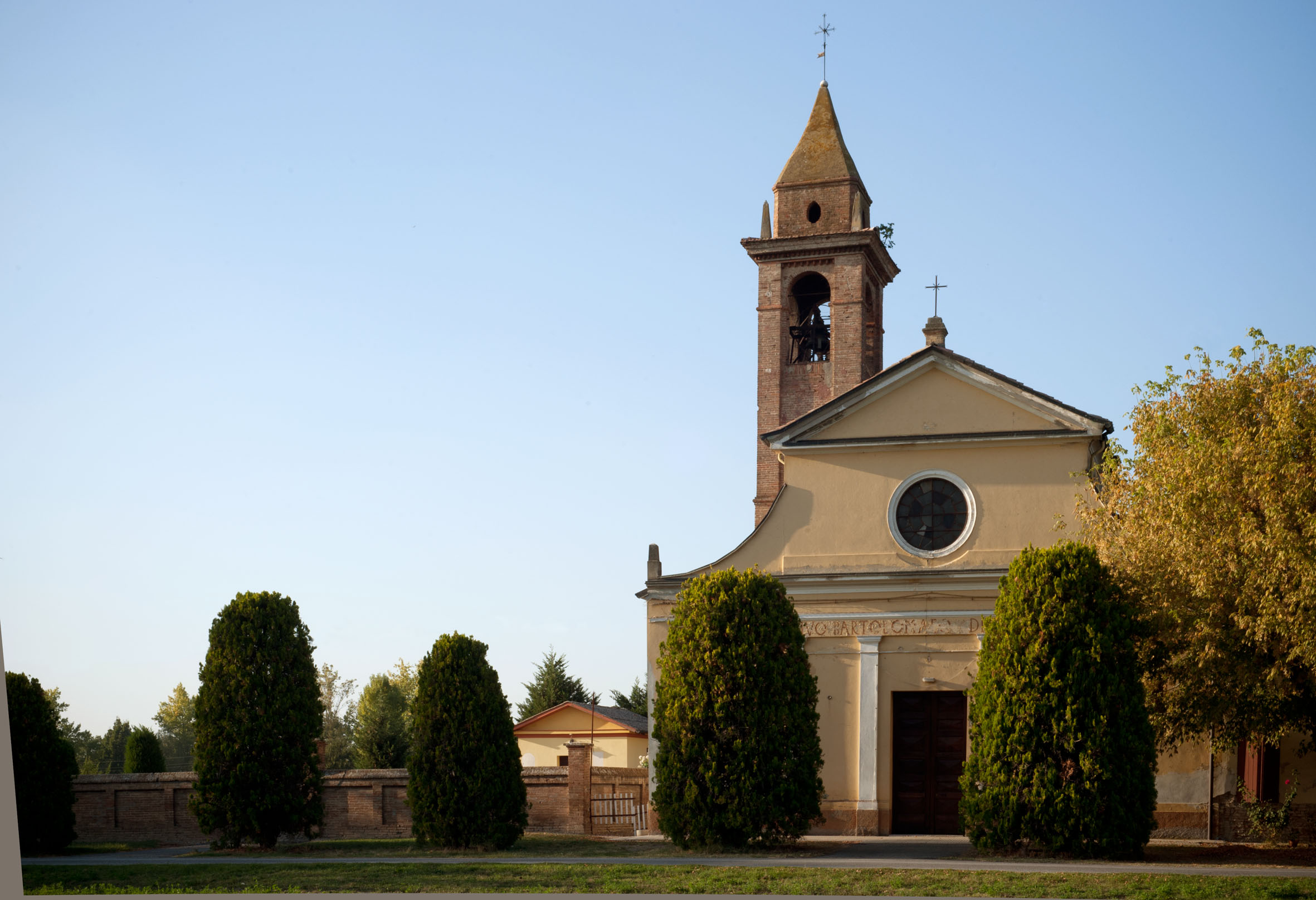
Chiesa di San Bartolomeo

Il primitivo luogo di culto nella frazione di Enzola si trovava poco lontano dal sito della chiesa recente e la prima citazione storica che lo riguarda risale al XIII secolo, quando era sussidiario della pieve di Sorbolo Mezzani. A partire dal 1853 la giurisdizione ecclesiastica passò dalla diocesi di Parma a quella di Reggio Emilia. La chiesa in quel momento avava una sola navata poi, alla fine del XIX secolo, venne ricostruita nelle forme che ci sono pervenute e il progetto venne affidato allo studio Rizzardi di Parma.

## Descrizione

### Esterni
La chiesa si trova nell'abitato di Enzola, frazione di Poviglio in provincia di Reggio Emilia. Il complesso comprende l'edificio della chiesa, la canonica, la torre campanaria e il camposanto della comunità. Il tempio presenta orientamento verso nord e la facciata in stile neoclassico è caratterizzata nella parte bassa da quattro lesene di ordine dorico. La parte superiore è di minore ampiezza e si conclude col frontone triangolare. Il portale di accesso è architravato ed è sovrastato in asse dalla grande finestra rotonda che porta luce alla sala. Mentre la facciata è rifinita ad intonaco la torre campanaria, che si alza in posizione arretrata sulla sinistra, si presenta in mattoni di laterizio a vista. La copertura del tetto è in coppi. Di lato, sulla sinistra, è posto il cimitero.

### Interni
La navata interna è unica con volta a botte ed ampliata da due cappelle per ogni lato. Il presbiterio è leggermente rialzato e si conclude col coro dove è conservato un dipinto che raffigura San Bartolomeo Apostolo.  Viene conservato, dopo l'adeguamento liturgico, il vecchio altare maggiore in marmo realizzato della metà del XX secolo. L'adeguamento liturgico si è concluso nel 1980.